# Перепись населения в Крымском федеральном округе (2014)
Перепись населения в Крымском федеральном округе проводилась при участии федеральных властей Российской Федерации с 14 по 25 октября 2014 года. Перепись стала первым подобным событием на территории Республики Крым и города Севастополя после аннексии Крыма Россией. Поскольку перепись населения является одним из этапов переходного периода, одна из главных её целей — уточнение социально-демографических изменений на полуострове, произошедших с момента проведения последней переписи населения. Бюджет переписи составил 387 млн руб. Деньги были выделены из федерального бюджета РФ. За межпереписной период 2001—2014 годов население республики Крым сократилось на 135 тыс. человек или на 6,7 %. Население Севастопольского региона, напротив, увеличилось на 18 тысяч или на 4,8 %.

## Предпосылки
В мировой практике переписи населения проводятся каждые пять (Канада) или десять лет (Россия, США и др.). С другой стороны, в целом ряде стран из-за крайней ограниченности технических, финансовых, организационных и других ресурсов, переписи населения проводятся нерегулярно и/или не проводятся вовсе. Из стран СНГ к ним относятся Украина, где первая и единственная перепись населения (по состоянию на 2020 год) прошла в 2001 году, Туркмения, где была проведена перепись в 1995 году, а следующая перепись 2012 года хотя и была проведена, однако её итоги были засекречены и опубликованы не были, и Узбекистан, где последняя перепись прошла ещё в рамках СССР в 1989 году, а первая перепись запланирована на 2023 год. За более чем 13 лет, прошедших с момента проведения первой и единственной переписи населения Крыма в рамках независимой Украины, возникла необходимость уточнить национальный и религиозный состав населения региона, а также подтвердить численность вынужденных беженцев и переселенцев, в том числе представителей ранее депортированных народов, возвращающихся на малую родину. Недоучёт в этих категориях, по оценкам местных властей, мог достигать 10—15 %.

## Проведение
В переписной анкете имелось 33 вопроса, в том числе о месте проживания, семейном положении, национальности и уровне доходов. Вопросы переписи 2014 года в Крыму были идентичны вопросам, которые задавали россиянам во время всероссийской переписи населения в 2010 году. Анкета заполнялась исключительно со слов человека, при этом каждый опрашиваемый решал сам, на какие вопросы он желал ответить. Временно проживающие могли также ответить на вопросы о целях приезда и длительности пребывания в Крыму. В ходе переписи временные рабочие места получили более 9,5 тыс. человек (из них более 1,5 тыс. в Севастополе). Размер среднего вознаграждения составил 13,2 тыс. руб., что было почти в 2,5 раза больше, чем тот размер вознаграждения, который выплачивался переписчикам при проведении Всероссийской переписи 2010 года. Ответить на вопросы жители Крыма могли не только на дому, но и на специальных переписных пунктах (в одном только Севастополе их было 106).
Проблема отказа от участия в переписи
По словам руководителя Росстата был выявлен целый ряд причин, по которым жители Крыма отказывались от участия в переписи:
- у них имеются родственники на Украине;
- они не приняли российское гражданство;
- они не признают итоги референдума по присоединению Крыма к России;
- они неофициально снимают жильё и не хотят «подводить» хозяев, так как участие в переписи может, по их мнению, привлечь внимание налоговых органов;
- в данном жилом помещении проживают незарегистрированные люди.

Большинство отказавшихся от переписи были тем не менее переписаны в том же порядке, как и при проведении Всероссийской переписи населения 2010 года в России, то есть на основании имеющихся сведений в административных органах по месту регистрации, откуда были получены сведения о поле и возрасте таких жителей.
В Белогорском районе (является местом компактного проживания крымских татар) имели место факты массового отказа от переписи, в связи с чем сотрудникам переписных участков пришлось вести дополнительную разъяснительную деятельность среди населения, отказывающегося участвовать в переписи, после чего процент отказа в данном районе сократился почти до нуля.
От участия в переписи отказалось лишь 0,6 % населения или 14 754 человека. Всего через ЖЭКи были учтены 2,5 % общего числа переписанных, в том числе 0,6 % отказавшихся участвовать в переписи и 1,9 % отсутствовавших по месту жительства в течение всего периода проведения переписи. Для сравнения, во Всероссийской переписи населения 2010 года не участвовали в переписи (включая тех, по которым сведения были получены из административных источников) 3,9 % от населения РФ, в том числе около 2 % отказались отвечать на вопросы. Категория населения «отсутствовавших по месту жительства» складывалась из тех, кто с 14 по 25 октября 2014 года находился в другом месте, либо это был своеобразный вариант «тихого протеста», когда жители, отказывающиеся от участия в переписи, не открывали дверь, когда приходили переписчики. Наиболее проблемным регионом Крыма в этом отношении явилась Ялта, где, по мнению руководителя Росстата, значительное количество «богатых» жителей отказывались пускать к себе переписчиков, что напоминало аналогичную ситуацию в ходе проведения Всероссийской переписи населения 2010 года в городе Москве.

## Результаты переписи
В августе 2015 года были подведены итоги переписи населения в территориальном разрезе (до уровня единиц административно-территориального деления и населённых пунктов): численность и размещение населения, его демографические, социально-экономические, этно-лингвистические характеристики, жилищные условия, числе и составе домохозяйств и семейных ячеек. Полные итоги Переписи населения в Крымском федеральном округе были опубликованы в 2015 году на официальном сайте Росстата и сайтах территориальных органов Росстата по Республике Крым и городу федерального значения Севастополю. Итоги переписи в целом были опубликованы по 10 разделам:
- Раздел 1. Численность и размещение населения
- Раздел 2. Возрастно-половой состав и состояние в браке
- Раздел 3. Образование
- Раздел 4. Национальный состав и владение языками, гражданство
- Раздел 5. Источники средств к существованию
- Раздел 6. Число и состав домохозяйств
- Раздел 7. Экономически активное и экономически неактивное население
- Раздел 8. Продолжительность проживания населения в месте постоянного жительства
- Раздел 9. Жилищные условия населения
- Раздел 10. Рождаемость.

### Предварительные итоги
Предварительные итоги переписи населения, объявленные 16 декабря 2014 года, были получены до обработки переписных материалов на основе только ручного подсчёта переписных листов, заполненных временными переписными работниками, с учётом присоединения итогов переписи специальных контингентов населения.
Результаты переписи расходятся с данными текущего учёта населения, осуществляемыми территориальными органами Росстата. Так численность постоянного населения Республики Крым, исчисленная территориальными органами Росстата по данным текущего учёта населения на 1 ноября 2014 года, составляла 1 967,0 тысячи человек и была на 77,6 тысячи человек (на 4,1 %) выше той, что была получена в результате переписи. Территориальный орган Росстата по Городу федерального значения Севастополю по данным текущего учёта населения оценивал численность постоянного населения Города федерального значения Севастополя на 1 ноября 2014 года в размере 392,5 тысячи человек, то есть на 2,5 тысячи человек (0,6 %) меньше, чем по предварительным данным переписи.

### Итоги
Окончательные итоги переписи населения были опубликованы в августе 2015 года
На территории Крымского федерального округа численность постоянного населения составила 2 284 769 человек, в том числе в Республике Крым проживает 1 891 465 человек (82,8 %), в городе федерального значения Севастополе — 393 304 человека (17,2 %).
| Категория населения                                                                 | Всё население КФО | в том числе | в том числе | Всё население РК | в том числе | в том числе | Всё население Севастополя | в том числе | в том числе |
| Категория населения                                                                 | Всё население КФО | мужчины     | женщины     | Всё население РК | мужчины     | женщины     | Всё население Севастополя | мужчины     | женщины     |
| ----------------------------------------------------------------------------------- | ----------------- | ----------- | ----------- | ---------------- | ----------- | ----------- | ------------------------- | ----------- | ----------- |
| Всего учтено, человек                                                               | 2293693           | 1054515     | 1239158     | 1898946          | 872136      | 1026810     | 394727                    | 182379      | 212348      |
| в том числе:                                                                        |                   |             |             |                  |             |             |                           |             |             |
| постоянное население                                                                | 2284769           | 1050314     | 1234455     | 1891465          | 868579      | 1022886     | 393304                    | 181735      | 211569      |
| лица, временно находившиеся на территории, но постоянно проживающие за пределами РФ | 8904              | 4201        | 4703        | 7481             | 3557        | 3924        | 1423                      | 644         | 779         |

|                                         | Всё население | в том числе | в том числе | в том числе | в том числе |
| городское                               | Всё население | %           | сельское    | %           |             |
| --------------------------------------- | ------------- | ----------- | ----------- | ----------- | ----------- |
| Республика Крым                         | 1891465       | 959916      | 50,7        | 931549      | 49,3        |
| Город федерального значения Севастополь | 393304        | 363134      | 92,3        | 30170       | 7,7         |
| Крымский федеральный округ              | 2284769       | 1323050     | 57,9        | 961719      | 42,1        |

В сравнении с данными текущей статистики, которые публиковались территориальными органами Росстата по Республике Крым и Городу федерального значения Севастополю, при обработке материалов переписи населения были учтены изменения в административно-территориальном устройстве указанных субъектов Российской Федерации. В Республике Крым в соответствии с Законом Республики Крым от 6 июня 2014 г. № 18-ЗРК «Об административно-территориальном устройстве Республики Крым» посёлки городского типа были отнесены к сельским населённым пунктам, что привело к резкому статистическому сокращению численности и доли городского населения и росту численности и доли сельского населения.
Так согласно данным текущего учёта населения Республики Крым на 1 ноября 2014 года численность городского населения составляла 1 миллион 224,4 тысячи человек (62,2 % всего населения), сельского населения — 742,7 тысячи человек (37,8 %), тогда как согласно предварительным итогам Переписи населения в Крымском федеральном округе численность городского населения Республики Крым на 14 октября 2014 года составила 958,2 тысячи человек (меньше, чем по оценке на 1 ноября, на 266,2 тысячи человек), а доля городского населения составляла 50,7 % (на 11,5 процентных пункта меньше, чем по оценке на 1 ноября), численность сельского населения составила по предварительным итогам переписи 931,2 тысячи (на 188,5 тысячи больше, чем по оценке на 1 ноября), а доля сельского населения составила 49,3 %, то есть на 11,5 процентных пунктов больше, чем по оценке на 1 ноября. В отношении Города федерального значения Севастополя текущие оценки на 1 ноября численности городского населения составляли 368,4 тысячи человек (93,9 % всего населения субъекта РФ), что на 3,6 тысячи человек (на 1,5 процентных пункта) больше, чем согласно предварительным итогам переписи, а численность сельского населения на 1 ноября оценивалась в размере 24,1 тыс. жителей (6,1 %), что меньше на 6,1 тысячи человек (на 1,5 процентных пункта).
|                                         | Всего городских нп | в том числе городских населённых пунктов с численностью постоянного населения | в том числе городских населённых пунктов с численностью постоянного населения | в том числе городских населённых пунктов с численностью постоянного населения | в том числе городских населённых пунктов с численностью постоянного населения | в том числе городских населённых пунктов с численностью постоянного населения | в том числе городских населённых пунктов с численностью постоянного населения |
| 5000- 9999 чело- век                    | Всего городских нп | 10000- 19999 чело- век                                                        | 20000- 49999 чело- век                                                        | 50000- 99999 чело- век                                                        | 100000- 249999 чело- век                                                      | более 250000 чело- век                                                        |                                                                               |
| --------------------------------------- | ------------------ | ----------------------------------------------------------------------------- | ----------------------------------------------------------------------------- | ----------------------------------------------------------------------------- | ----------------------------------------------------------------------------- | ----------------------------------------------------------------------------- | ----------------------------------------------------------------------------- |
| Республика Крым                         | 16                 | 2                                                                             | 3                                                                             | 6                                                                             | 2                                                                             | 2                                                                             | 1                                                                             |
| Город федерального значения Севастополь | 1                  | -                                                                             | -                                                                             | -                                                                             | -                                                                             | -                                                                             | 1                                                                             |
| Крымский федеральный округ              | 17                 | 2                                                                             | 3                                                                             | 6                                                                             | 2                                                                             | 2                                                                             | 2                                                                             |

|                                         | Всего сельских нп | в том числе сельских населённых пунктов с численностью постоянного населения | в том числе сельских населённых пунктов с численностью постоянного населения | в том числе сельских населённых пунктов с численностью постоянного населения | в том числе сельских населённых пунктов с численностью постоянного населения | в том числе сельских населённых пунктов с численностью постоянного населения | в том числе сельских населённых пунктов с численностью постоянного населения | в том числе сельских населённых пунктов с численностью постоянного населения | в том числе сельских населённых пунктов с численностью постоянного населения | в том числе сельских населённых пунктов с численностью постоянного населения |
| 0 чело- век                             | Всего сельских нп | 1-50 чело- век                                                               | 51- 100 чело- век                                                            | 101- 500 чело- век                                                           | 501- 1000 чело- век                                                          | 1001- 2000 чело- век                                                         | 2001- 3000 чело- век                                                         | 3001- 5000 чело- век                                                         | более 5000 чело- век                                                         |                                                                              |
| --------------------------------------- | ----------------- | ---------------------------------------------------------------------------- | ---------------------------------------------------------------------------- | ---------------------------------------------------------------------------- | ---------------------------------------------------------------------------- | ---------------------------------------------------------------------------- | ---------------------------------------------------------------------------- | ---------------------------------------------------------------------------- | ---------------------------------------------------------------------------- | ---------------------------------------------------------------------------- |
| Республика Крым                         | 1003              | 11                                                                           | 72                                                                           | 87                                                                           | 362                                                                          | 199                                                                          | 163                                                                          | 53                                                                           | 31                                                                           | 25                                                                           |
| Город федерального значения Севастополь | 39                | -                                                                            | 4                                                                            | 1                                                                            | 13                                                                           | 12                                                                           | 6                                                                            | 2                                                                            | 1                                                                            | -                                                                            |
| Крымский федеральный округ              | 1042              | 11                                                                           | 76                                                                           | 88                                                                           | 375                                                                          | 211                                                                          | 169                                                                          | 55                                                                           | 32                                                                           | 25                                                                           |

В Республике Крым в ходе переписи были выявлены 11 сельских населённых пунктов, в которых отсутствовало население: в Джанкойском, Кировском, Красногвардейском, Первомайском, Сакском районах, а в Бахчисарайском и Советском районах было по 2 таких населённых пункта.
|                                         | Всё население | в том числе | в том числе | в том числе | в том числе    | Удельный вес мужчин, в % | Удельный вес мужчин, в % |
| мужчины                                 | Всё население | %           | женщины     | %           | в городских нп | в сельских нп            |                          |
| --------------------------------------- | ------------- | ----------- | ----------- | ----------- | -------------- | ------------------------ | ------------------------ |
| Республика Крым                         | 1891465       | 868579      | 45,9        | 1022886     | 54,1           | 45,0                     | 46,9                     |
| Город федерального значения Севастополь | 393304        | 181735      | 46,2        | 211569      | 53,8           | 46,1                     | 47,2                     |
| Крымский федеральный округ              | 2284769       | 1050314     | 46,0        | 1234455     | 54,0           | 45,3                     | 46,9                     |

## Национальный состав

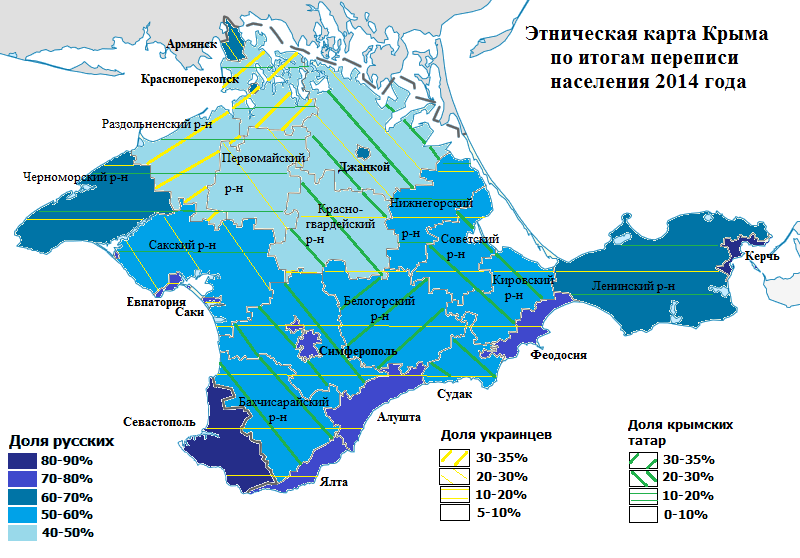
национальный состав КФО по переписи населения 2014 года

Первые данные о языковом и национальном составе населения полуострова появились после автоматической обработки данных в мае 2015 года, более полные — в августе 2015 года. Учитывая свободу самоидентификации, были зафиксированы такие самоопределения, как «крымчане», «руссотатары», «лесные эльфы». Среди мест рождения указывался также и «Титаник». Национальность «россиянин» указал 691 человек, «крымчанин» — 551 человек, «севастополец» — 2 человека. «Славянами» по национальности считают себя 104 человека, «индусами» — 270, «мусульманами» — 22, «православными» и «христианами» — по 2. Перепись выявила 9 человек с национальностью «идн» (относятся к евреям), 3 тамилнадца (относятся к индийцам), 1 каролпака (относится к каракалпакам). Зафиксированы такие национальности, как «ариец», «новоросс», «просто человек», «марсианин», «житель мира». Среди ответов о национальной принадлежности есть «эльфы», «хоббиты», «гоблины», «орки», «тевтонцы», «гунны», «половцы», «скифы», «сарматы». В конце обработки необычные ответы относятся к графе «Прочие».
19 марта 2015 года стали известны некоторые статистические данные, касательно национального и языкового состава населения полуострова. По сравнению со всеукраинской переписью населения 2001 года увеличилась численность русских на 2,7 %, армян — на 9 %, а численность украинцев сократилась на 40 %, белорусов — на 38 %.
Межпереписная динамика национального состава:
|                 | Чел., 1989 | Доля от указавших свою национальность % 1989 | Чел., 2001 | Доля от указавших свою национальность % 2001 | Чел., 2014 | Доля от указавших свою национальность % 2014 |
| --------------- | ---------- | -------------------------------------------- | ---------- | -------------------------------------------- | ---------- | -------------------------------------------- |
| русские         | 1629542    | 67,05                                        | 1450394    | 60,67                                        | 1492078    | 67,90                                        |
| украинцы        | 625919     | 25,75                                        | 576647     | 24,12                                        | 344515     | 15,68                                        |
| крымские татары | 38365      | 1,58                                         | 245291     | 10,26                                        | 232340     | 10,57                                        |
| татары          | 10762      | 0,44                                         | 13602      | 0,57                                         | 44996      | 2,05                                         |
| белорусы        | 50054      | 2,06                                         | 35157      | 1,47                                         | 21694      | 0,99                                         |
| армяне          | 2794       | 0,11                                         | 10088      | 0,42                                         | 11030      | 0,50                                         |
| прочие          | 73059      | 3,01                                         | 70030      | 2,93                                         | 50911      | 2,32                                         |
| указали         | 2430495    | 100,00                                       | 2390319    | 100                                          | 2197564    | 100,00                                       |
| не указали      | 0          |                                              | 10890      |                                              | 87205      |                                              |
| Всего:          | 2430495    |                                              | 2401209    |                                              | 2284769    |                                              |

Этнический состав по данным переписи населения:
| Национальная принадлежность       | Крымский ФО | %        | Республика Крым | %        | город Севастополь | %        |
| --------------------------------- | ----------- | -------- | --------------- | -------- | ----------------- | -------- |
| Русские                           | 1492078     | 67,90 %  | 1188978         | 65,20 %  | 303100            | 81,07 %  |
| Украинцы                          | 344515      | 15,68 %  | 291603          | 15,99 %  | 52912             | 14,15 %  |
| Крымские татары                   | 232340      | 10,57 %  | 229526          | 12,59 %  | 2814              | 0,75 %   |
| Татары                            | 44996       | 2,05 %   | 42254           | 2,32 %   | 2742              | 0,73 %   |
| Белорусы                          | 21694       | 0,99 %   | 17919           | 0,98 %   | 3775              | 1,01 %   |
| Армяне                            | 11030       | 0,50 %   | 9634            | 0,53 %   | 1396              | 0,37 %   |
| Азербайджанцы                     | 4432        | 0,20 %   | 3738            | 0,20 %   | 694               | 0,19 %   |
| Узбеки                            | 3466        | 0,16 %   | 3265            | 0,18 %   | 201               | 0,05 %   |
| Молдаване                         | 3147        | 0,14 %   | 2573            | 0,14 %   | 574               | 0,15 %   |
| Евреи                             | 3144        | 0,14 %   | 2543            | 0,14 %   | 601               | 0,16 %   |
| Корейцы                           | 2983        | 0,14 %   | 2820            | 0,15 %   | 163               | 0,04 %   |
| Греки                             | 2877        | 0,13 %   | 2646            | 0,15 %   | 231               | 0,06 %   |
| Поляки                            | 2843        | 0,13 %   | 2435            | 0,13 %   | 408               | 0,11 %   |
| Цыгане                            | 2388        | 0,11 %   | 2381            | 0,13 %   | 7                 | 0,00 %   |
| Чуваши                            | 1990        | 0,09 %   | 1529            | 0,08 %   | 461               | 0,12 %   |
| Болгары                           | 1868        | 0,09 %   | 1506            | 0,08 %   | 362               | 0,10 %   |
| Немцы                             | 1844        | 0,08 %   | 1648            | 0,09 %   | 196               | 0,05 %   |
| Мордва                            | 1601        | 0,07 %   | 1334            | 0,07 %   | 267               | 0,07 %   |
| Грузины                           | 1571        | 0,07 %   | 1280            | 0,07 %   | 291               | 0,08 %   |
| Турки                             | 1465        | 0,07 %   | 1413            | 0,08 %   | 52                | 0,01 %   |
| Другие                            | 15292       | 0,70 %   | 12667           | 0,69 %   | 2625              | 0,70 %   |
| Указавшие национальность          | 2197564     | 100,00 % | 1823692         | 100,00 % | 373872            | 100,00 % |
| Не указавшие национальность       | 87205       | 3,82 %   | 67773           | 3,58 %   | 19432             | 4,94 %   |
| в том числе отказавшиеся отвечать | 6712        | 0,29 %   | 5293            | 0,28 %   | 1419              | 0,36 %   |
| Всё население                     | 2284769     | 100,00 % | 1891465         | 100,00 % | 393304            | 100,00 % |

## Языки
Межпереписная динамика языкового состава:
| Родной язык      | Доля %, 1989 | Доля %, 2001 | Доля %, 2014 |
| ---------------- | ------------ | ------------ | ------------ |
| русский          | 82,64        | 79,11        | 84,1         |
| крымскотатарский | 1,8          | 9,63         | 7,8          |
| татарский        | 0,08         | 0,37         | 3,7          |
| украинский       | 13,66        | 9,55         | 3,3          |

### Родной язык
Родным языком русский назвали 79,7 % украинцев, 24,8 % татар и 5,6 % крымских татар. Для 0,1 % русских родным языком является украинский.
Родной язык по данным переписи населения:
| Родной язык                                     | Крымский ФО | %        | Республика Крым | %        | город Севастополь | %        |
| ----------------------------------------------- | ----------- | -------- | --------------- | -------- | ----------------- | -------- |
| Русский                                         | 1867680     | 84,16 %  | 1502972         | 81,68 %  | 364708            | 96,19 %  |
| Крымскотатарский                                | 173076      | 7,80 %   | 171517          | 9,32 %   | 1559              | 0,41 %   |
| Татарский                                       | 81858       | 3,69 %   | 79638           | 4,33 %   | 2220              | 0,59 %   |
| Украинский                                      | 72891       | 3,28 %   | 64808           | 3,52 %   | 8083              | 2,13 %   |
| Армянский                                       | 5891        | 0,27 %   | 5376            | 0,29 %   | 515               | 0,14 %   |
| Азербайджанский                                 | 2668        | 0,12 %   | 2239            | 0,12 %   | 429               | 0,11 %   |
| Белорусский                                     | 1954        | 0,09 %   | 1700            | 0,09 %   | 254               | 0,07 %   |
| Цыганский                                       | 1598        | 0,07 %   | 1595            | 0,09 %   | 3                 | 0,00 %   |
| Турецкий                                        | 1229        | 0,06 %   | 1192            | 0,06 %   | 37                | 0,01 %   |
| Молдавский                                      | 838         | 0,04 %   | 703             | 0,04 %   | 135               | 0,04 %   |
| Греческий                                       | 450         | 0,02 %   | 434             | 0,02 %   | 16                | 0,00 %   |
| Арабский                                        | 421         | 0,02 %   | 385             | 0,02 %   | 36                | 0,01 %   |
| Болгарский                                      | 367         | 0,02 %   | 297             | 0,02 %   | 70                | 0,02 %   |
| Немецкий                                        | 129         | 0,01 %   | 118             | 0,01 %   | 11                | 0,00 %   |
| Польский                                        | 126         | 0,01 %   | 110             | 0,01 %   | 16                | 0,00 %   |
|                                                 |             |          |                 |          |                   |          |
| Караимский                                      | 36          | 0,00 %   | 36              | 0,00 %   | 0                 | 0,00 %   |
| Крымчакский                                     | 8           | 0,00 %   | 7               | 0,00 %   | 1                 | 0,00 %   |
| Другие                                          | 8107        | 0,37 %   | 7047            | 0,38 %   | 1060              | 0,28 %   |
| Указавшие родной язык                           | 2219327     | 100,00 % | 1840174         | 100,00 % | 379153            | 100,00 % |
| в том числе указавшие национальность            | 2192182     | 98,78 %  | 1819434         | 98,87 %  | 372748            | 98,31 %  |
| и не указавшие национальность                   | 27145       | 1,22 %   | 20740           | 1,13 %   | 6405              | 1,69 %   |
| Не указавшие родной язык, указав национальность | 5382        | 0,24 %   | 4258            | 0,23 %   | 1124              | 0,29 %   |
| Не указана национальность и родной язык         | 60060       | 2,63 %   | 47033           | 2,49 %   | 13027             | 3,31 %   |
| Всё население                                   | 2284769     | 100,00 % | 1891465         | 100,00 % | 393304            | 100,00 % |

Родной язык у отдельных национальностей в Крымском федеральном округе по данным переписи:
| Национальность  | всего указали родной язык | русский язык | %       | украин- ский язык | %       | крымско- татарский язык | %       | татар- ский язык | %       | бело- рус- ский язык | %      | армян- ский язык | %       |
| --------------- | ------------------------- | ------------ | ------- | ----------------- | ------- | ----------------------- | ------- | ---------------- | ------- | -------------------- | ------ | ---------------- | ------- |
| Русские         | 1488643                   | 1486097      | 99,83 % | 1982              | 0,13 %  | 89                      | 0,01 %  | 95               | 0,01 %  | 48                   | 0,00 % | 17               | 0,00 %  |
| Украинцы        | 343716                    | 273885       | 79,68 % | 69631             | 20,26 % | 35                      | 0,01 %  | 40               | 0,01 %  | 8                    | 0,00 % | 6                | 0,00 %  |
| Крымские татары | 231627                    | 12898        | 5,57 %  | 53                | 0,02 %  | 171306                  | 73,96 % | 47242            | 20,40 % | 0                    | 0,00 % | 0                | 0,00 %  |
| Татары          | 44813                     | 11116        | 24,81 % | 33                | 0,07 %  | 72                      | 0,16 %  | 33403            | 74,54 % | 0                    | 0,00 % | 0                | 0,00 %  |
| Белорусы        | 21657                     | 19734        | 91,12 % | 41                | 0,19 %  | 0                       | 0,00 %  | 2                | 0,01 %  | 1876                 | 8,66 % | 0                | 0,00 %  |
| Армяне          | 11005                     | 5150         | 46,80 % | 7                 | 0,06 %  | 7                       | 0,06 %  | 3                | 0,03 %  | 0                    | 0,00 % | 5814             | 52,83 % |

Родной язык у отдельных национальностей в Республике Крым по данным переписи:
| Национальность  | всего указали родной язык | русский язык | %       | украин- ский язык | %       | крымско- татарский язык | %       | татар- ский язык | %       | бело- рус- ский язык | %      | армян- ский язык | %       |
| --------------- | ------------------------- | ------------ | ------- | ----------------- | ------- | ----------------------- | ------- | ---------------- | ------- | -------------------- | ------ | ---------------- | ------- |
| Русские         | 1186430                   | 1184321      | 99,82 % | 1615              | 0,14 %  | 87                      | 0,01 %  | 93               | 0,01 %  | 40                   | 0,00 % | 15               | 0,00 %  |
| Украинцы        | 290980                    | 228685       | 78,59 % | 62115             | 21,35 % | 35                      | 0,01 %  | 39               | 0,01 %  | 7                    | 0,00 % | 6                | 0,00 %  |
| Крымские татары | 228830                    | 12502        | 5,46 %  | 53                | 0,02 %  | 169755                  | 74,18 % | 46394            | 20,27 % | 0                    | 0,00 % | 0                | 0,00 %  |
| Татары          | 42082                     | 9712         | 23,08 % | 32                | 0,08 %  | 72                      | 0,17 %  | 32081            | 76,23 % | 0                    | 0,00 % | 0                | 0,00 %  |
| Белорусы        | 17889                     | 16212        | 90,63 % | 36                | 0,20 %  | 0                       | 0,00 %  | 2                | 0,01 %  | 1636                 | 9,15 % | 0                | 0,00 %  |
| Армяне          | 9609                      | 4264         | 44,38 % | 6                 | 0,06 %  | 7                       | 0,07 %  | 3                | 0,03 %  | 0                    | 0,00 % | 5305             | 55,21 % |

Родной язык у отдельных национальностей в Севастополе по данным переписи:
| Национальность  | всего указали родной язык | русский язык | %       | украин- ский язык | %       | крымско- татарский язык | %       | татар- ский язык | %       | бело- рус- ский язык | %      | армян- ский язык | %       |
| --------------- | ------------------------- | ------------ | ------- | ----------------- | ------- | ----------------------- | ------- | ---------------- | ------- | -------------------- | ------ | ---------------- | ------- |
| Русские         | 302213                    | 301776       | 99,86 % | 367               | 0,12 %  | 2                       | 0,00 %  | 2                | 0,00 %  | 8                    | 0,00 % | 2                | 0,00 %  |
| Украинцы        | 52736                     | 45200        | 85,71 % | 7516              | 14,25 % | 0                       | 0,00 %  | 1                | 0,00 %  | 1                    | 0,00 % | 0                | 0,00 %  |
| Крымские татары | 2797                      | 396          | 14,16 % | 0                 | 0,00 %  | 1551                    | 55,45 % | 848              | 30,32 % | 0                    | 0,00 % | 0                | 0,00 %  |
| Татары          | 2731                      | 1404         | 51,41 % | 1                 | 0,04 %  | 0                       | 0,00 %  | 1322             | 48,41 % | 0                    | 0,00 % | 0                | 0,00 %  |
| Белорусы        | 3768                      | 3522         | 93,47 % | 5                 | 0,13 %  | 0                       | 0,00 %  | 0                | 0,00 %  | 240                  | 6,37 % | 0                | 0,00 %  |
| Армяне          | 1396                      | 886          | 63,47 % | 1                 | 0,07 %  | 0                       | 0,00 %  | 0                | 0,00 %  | 0                    | 0,00 % | 509              | 36,46 % |

### Владение языками
Языками владения в Крымском ФО являются: русский — 99,8 %, украинский — 22 %, английский — 7 %, крымскотатарский — 4 %, татарский — 2 %, узбекский — 1 %, немецкий — 1 %, другие — 3 %.
Владение языками по данным переписи населения:
| Владение языками              | Крымский ФО | %        | Республика Крым | %        | город Севастополь | %        |
| ----------------------------- | ----------- | -------- | --------------- | -------- | ----------------- | -------- |
| Русский                       | 2215551     | 99,81 %  | 1836651         | 99,79 %  | 378900            | 99,86 %  |
| Украинский                    | 482776      | 21,75 %  | 411445          | 22,36 %  | 71331             | 18,80 %  |
| Английский                    | 158566      | 7,14 %   | 112871          | 6,13 %   | 45695             | 12,04 %  |
| Крымскотатарский              | 91569       | 4,12 %   | 90869           | 4,94 %   | 700               | 0,18 %   |
| Татарский                     | 52405       | 2,36 %   | 50680           | 2,75 %   | 1725              | 0,45 %   |
| Узбекский                     | 31041       | 1,40 %   | 30521           | 1,66 %   | 520               | 0,14 %   |
| Немецкий                      | 25888       | 1,17 %   | 20132           | 1,09 %   | 5756              | 1,52 %   |
| Турецкий                      | 8841        | 0,40 %   | 8305            | 0,45 %   | 536               | 0,14 %   |
| Французский                   | 7883        | 0,36 %   | 5529            | 0,30 %   | 2354              | 0,62 %   |
| Белорусский                   | 5899        | 0,27 %   | 4620            | 0,25 %   | 1279              | 0,34 %   |
| Армянский                     | 5670        | 0,26 %   | 4988            | 0,27 %   | 682               | 0,18 %   |
| Польский                      | 3958        | 0,18 %   | 3112            | 0,17 %   | 846               | 0,22 %   |
| Испанский                     | 3027        | 0,14 %   | 1726            | 0,09 %   | 1301              | 0,34 %   |
| Азербайджанский               | 2830        | 0,13 %   | 2320            | 0,13 %   | 510               | 0,13 %   |
| Итальянский                   | 2550        | 0,11 %   | 1831            | 0,10 %   | 719               | 0,19 %   |
| Молдавский                    | 2121        | 0,10 %   | 1682            | 0,09 %   | 439               | 0,12 %   |
| Таджикский                    | 1985        | 0,09 %   | 1932            | 0,10 %   | 53                | 0,01 %   |
| Греческий                     | 1641        | 0,07 %   | 1315            | 0,07 %   | 326               | 0,09 %   |
| Грузинский                    | 1521        | 0,07 %   | 1225            | 0,07 %   | 296               | 0,08 %   |
| Арабский                      | 1267        | 0,06 %   | 1092            | 0,06 %   | 175               | 0,05 %   |
| Болгарский                    | 1262        | 0,06 %   | 959             | 0,05 %   | 303               | 0,08 %   |
| Казахский                     | 1182        | 0,05 %   | 1086            | 0,06 %   | 96                | 0,03 %   |
| Цыганский                     | 1155        | 0,05 %   | 1148            | 0,06 %   | 7                 | 0,00 %   |
| Иврит                         | 746         | 0,03 %   | 592             | 0,03 %   | 154               | 0,04 %   |
|                               |             |          |                 |          |                   |          |
| Караимский                    | 37          | 0,00 %   | 35              | 0,00 %   | 2                 | 0,00 %   |
| Крымчакский                   | 8           | 0,00 %   | 6               | 0,00 %   | 2                 | 0,00 %   |
| Другие                        | 11189       | 0,50 %   | 8972            | 0,49 %   | 2217              | 0,58 %   |
| Указавшие родной язык         | 2219877     | 100,00 % | 1840435         | 100,00 % | 379442            | 100,00 % |
| Не указавшие владение языками | 64892       | 2,84 %   | 51030           | 2,70 %   | 13862             | 3,52 %   |
| Всё население                 | 2284769     | 100,00 % | 1891465         | 100,00 % | 393304            | 100,00 % |

Владение языками у отдельных национальностей в Крымском федеральном округе по данным переписи:
| Национальность  | всего указали владение языками | русский язык | %       | украин- ский язык | %       | крымско- татарский язык | %       | татар- ский язык | %       | бело- рус- ский язык | %       | армян- ский язык | %       | турец- кий язык | %      |
| --------------- | ------------------------------ | ------------ | ------- | ----------------- | ------- | ----------------------- | ------- | ---------------- | ------- | -------------------- | ------- | ---------------- | ------- | --------------- | ------ |
| Русские         | 1487514                        | 1485919      | 99,89 % | 275165            | 18,50 % | 687                     | 0,05 %  | 1394             | 0,09 %  | 1177                 | 0,08 %  | 386              | 0,03 %  | 1163            | 0,08 % |
| Украинцы        | 343575                         | 342811       | 99,78 % | 153191            | 44,59 % | 119                     | 0,03 %  | 213              | 0,06 %  | 385                  | 0,11 %  | 39               | 0,01 %  | 169             | 0,05 % |
| Крымские татары | 229794                         | 228756       | 99,55 % | 31291             | 13,62 % | 88871                   | 38,67 % | 31110            | 13,54 % | 11                   | 0,00 %  | 39               | 0,02 %  | 4933            | 2,15 % |
| Татары          | 44592                          | 44458        | 99,70 % | 4098              | 9,19 %  | 454                     | 1,02 %  | 17807            | 39,93 % | 5                    | 0,01 %  | 12               | 0,03 %  | 598             | 1,34 % |
| Белорусы        | 21671                          | 21645        | 99,88 % | 3837              | 17,71 % | 4                       | 0,02 %  | 15               | 0,07 %  | 4163                 | 19,21 % | 2                | 0,01 %  | 20              | 0,09 % |
| Армяне          | 10964                          | 10921        | 99,61 % | 1644              | 14,99 % | 22                      | 0,20 %  | 46               | 0,42 %  | 5                    | 0,05 %  | 4999             | 45,59 % | 59              | 0,54 % |

Владение языками у отдельных национальностей в Республике Крым по данным переписи:
| Национальность  | всего указали владение языками | русский язык | %       | украин- ский язык | %       | крымско- татарский язык | %       | татар- ский язык | %       | бело- рус- ский язык | %       | армян- ский язык | %       | турец- кий язык | %      |
| --------------- | ------------------------------ | ------------ | ------- | ----------------- | ------- | ----------------------- | ------- | ---------------- | ------- | -------------------- | ------- | ---------------- | ------- | --------------- | ------ |
| Русские         | 1185413                        | 1184156      | 99,89 % | 230990            | 19,49 % | 670                     | 0,06 %  | 1277             | 0,11 %  | 895                  | 0,08 %  | 319              | 0,03 %  | 942             | 0,08 % |
| Украинцы        | 290790                         | 290155       | 99,78 % | 129591            | 44,57 % | 118                     | 0,04 %  | 198              | 0,07 %  | 321                  | 0,11 %  | 35               | 0,01 %  | 143             | 0,05 % |
| Крымские татары | 227011                         | 225988       | 99,55 % | 30938             | 13,63 % | 88219                   | 38,86 % | 30717            | 13,53 % | 10                   | 0,00 %  | 39               | 0,02 %  | 4866            | 2,14 % |
| Татары          | 41867                          | 41739        | 99,69 % | 3841              | 9,17 %  | 436                     | 1,04 %  | 16722            | 39,94 % | 4                    | 0,01 %  | 11               | 0,03 %  | 567             | 1,35 % |
| Белорусы        | 17904                          | 17887        | 99,91 % | 3295              | 18,40 % | 4                       | 0,02 %  | 15               | 0,08 %  | 3270                 | 18,26 % | 2                | 0,01 %  | 14              | 0,08 % |
| Армяне          | 9571                           | 9528         | 99,55 % | 1468              | 15,34 % | 21                      | 0,22 %  | 45               | 0,47 %  | 5                    | 0,05 %  | 4410             | 46,08 % | 50              | 0,52 % |

Владение языками у отдельных национальностей в Севастополе по данным переписи:
| Национальность  | всего указали владение языками | русский язык | %        | украин- ский язык | %       | крымско- татарский язык | %       | татар- ский язык | %       | бело- рус- ский язык | %       | армян- ский язык | %       | турец- кий язык | %      |
| --------------- | ------------------------------ | ------------ | -------- | ----------------- | ------- | ----------------------- | ------- | ---------------- | ------- | -------------------- | ------- | ---------------- | ------- | --------------- | ------ |
| Русские         | 302101                         | 301763       | 99,89 %  | 44175             | 14,62 % | 17                      | 0,01 %  | 117              | 0,04 %  | 282                  | 0,09 %  | 67               | 0,02 %  | 221             | 0,07 % |
| Украинцы        | 52785                          | 52656        | 99,76 %  | 23600             | 44,71 % | 1                       | 0,00 %  | 15               | 0,03 %  | 64                   | 0,12 %  | 4                | 0,01 %  | 26              | 0,05 % |
| Крымские татары | 2783                           | 2768         | 99,46 %  | 353               | 12,68 % | 652                     | 23,43 % | 393              | 14,12 % | 1                    | 0,04 %  | 0                | 0,00 %  | 67              | 2,41 % |
| Татары          | 2725                           | 2719         | 99,78 %  | 257               | 9,43 %  | 18                      | 0,66 %  | 1085             | 39,82 % | 1                    | 0,04 %  | 1                | 0,04 %  | 31              | 1,14 % |
| Белорусы        | 3767                           | 3758         | 99,76 %  | 542               | 14,39 % | 0                       | 0,00 %  | 0                | 0,00 %  | 893                  | 23,71 % | 0                | 0,00 %  | 6               | 0,16 % |
| Армяне          | 1393                           | 1393         | 100,00 % | 176               | 12,63 % | 1                       | 0,07 %  | 1                | 0,07 %  | 0                    | 0,00 %  | 589              | 42,28 % | 9               | 0,65 % |

## Гражданство
97,5 % респондентов, которые указали гражданство, являются гражданами Российской Федерации (2,2 млн человек), при этом у 5,7 тыс. российских граждан в Крыму есть второе гражданство. 51,8 тыс. жителей Крыма имеют гражданство других государств, из них 46,7 тыс. человек — украинское. 3,4 тыс. жителей Крыма — лица без гражданства.
Население по гражданству:
| Страна гражданства              | Крымский ФО | %        | Республика Крым | %        | город Севастополь | %        |
| ------------------------------- | ----------- | -------- | --------------- | -------- | ----------------- | -------- |
| Указали гражданство:            | 2220113     | 100,00 % | 1840535         | 100,00 % | 379578            | 100,00 % |
| Россия                          | 2164890     | 97,51 %  | 1797274         | 97,65 %  | 367616            | 96,85 %  |
| в том числе двойное гражданство | 5738        | 0,26 %   | 3512            | 0,19 %   | 2226              | 0,59 %   |
| Иностранное гражданство:        | 51823       | 2,33 %   | 40327           | 2,19 %   | 11496             | 3,03 %   |
| Украина                         | 46405       | 2,09 %   | 35775           | 1,94 %   | 10630             | 2,80 %   |
| Узбекистан                      | 1035        | 0,05 %   | 972             | 0,05 %   | 63                | 0,02 %   |
| Белоруссия                      | 655         | 0,03 %   | 465             | 0,03 %   | 190               | 0,05 %   |
| Армения                         | 653         | 0,03 %   | 593             | 0,03 %   | 60                | 0,02 %   |
| Азербайджан                     | 386         | 0,02 %   | 312             | 0,02 %   | 74                | 0,02 %   |
| Молдавия                        | 290         | 0,01 %   | 212             | 0,01 %   | 78                | 0,02 %   |
| Казахстан                       | 274         | 0,01 %   | 180             | 0,01 %   | 94                | 0,02 %   |
| Грузия                          | 177         | 0,01 %   | 135             | 0,01 %   | 42                | 0,01 %   |
| Турция                          | 155         | 0,01 %   | 136             | 0,01 %   | 19                | 0,01 %   |
| Кыргызстан                      | 80          | 0,00 %   | 31              | 0,00 %   | 49                | 0,01 %   |
| Германия                        | 62          | 0,00 %   | 55              | 0,00 %   | 7                 | 0,00 %   |
| Израиль                         | 61          | 0,00 %   | 53              | 0,00 %   | 8                 | 0,00 %   |
| Таджикистан                     | 44          | 0,00 %   | 41              | 0,00 %   | 3                 | 0,00 %   |
| Греция                          | 31          | 0,00 %   | 24              | 0,00 %   | 7                 | 0,00 %   |
| Болгария                        | 29          | 0,00 %   | 19              | 0,00 %   | 10                | 0,00 %   |
| США                             | 28          | 0,00 %   | 20              | 0,00 %   | 8                 | 0,00 %   |
| Туркменистан                    | 27          | 0,00 %   | 27              | 0,00 %   | 0                 | 0,00 %   |
| другие страны                   | 1431        | 0,06 %   | 1277            | 0,07 %   | 154               | 0,04 %   |
| без гражданства                 | 3400        | 0,15 %   | 2934            | 0,16 %   | 466               | 0,12 %   |
| Всё население                   | 2284769     | 100,00 % | 1891465         | 100,00 % | 393304            | 100,00 % |
| Не указали гражданство          | 64656       | 2,83 %   | 50930           | 2,69 %   | 13726             | 3,49 %   |